# 청송 유네스코 세계지질공원

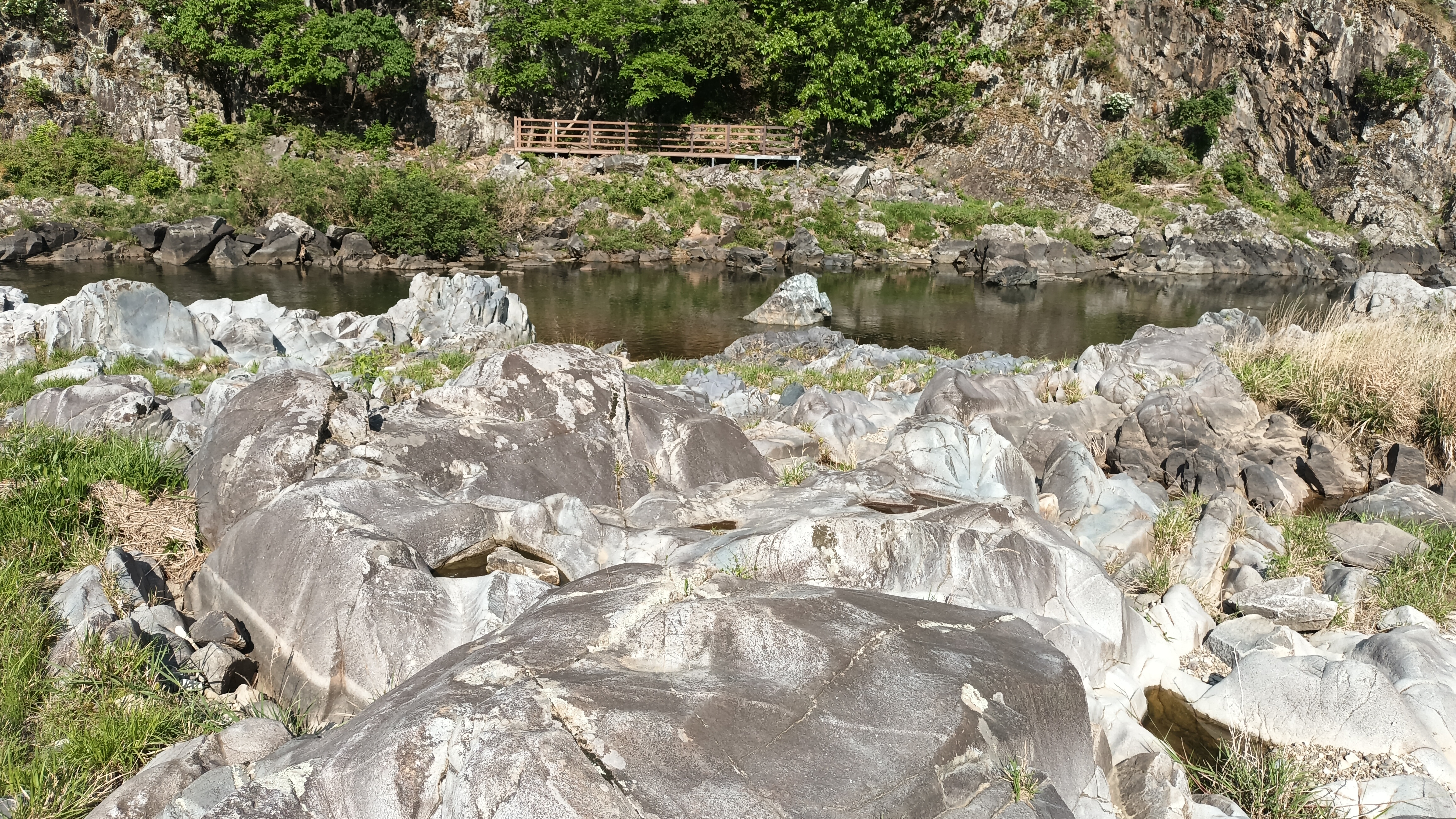
청송 유네스코 세계지질공원 백석탄의 일직층

청송 유네스코 세계지질공원(Cheongsong UNESCO Global Geopark, 청송지질공원, 구 청송국가지질공원)은 대한민국 경상북도 청송군에 설치된 유네스코의 세계지질공원이며 대한민국 국가지질공원이다. 본 문서에서는 청송 유네스코 세계지질공원의 지질유산과 이와 관련된 청송군의 지질에 대해 설명한다.

## 개요
경상북도 청송군은 대부분 지역이 경상 분지에 속해 있어 중생대 백악기의 퇴적암-화산암 지층 경상 누층군 하양층군과 유천층군 그리고 이들을 관입한 불국사 화강암류가 분포하며 일부 지역에는 영남 육괴의 선캄브리아기 지층이 분포한다. 또한 주왕산, 청송 신성계곡 공룡발자국 화석, 청송 신성리 공룡발자국 화석산지 청송 송강리 습곡구조와 같은 특이한 지질 유산들이 다수 발달한다. 청송은 2014년 4월 11일 대한민국 국가지질공원으로 인증되었으며 2017년 5월 국제적으로 지질학적 가치를 인정받아 유네스코 세계지질공원으로 인증받았다.

## 청송 송강리 습곡구조
청송 송강리 습곡구조는 청송군 파천면 송강리 지역에 드러난 소규모 습곡 구조이다. 송강리 지역은 시대미상의 변성암류(호상편마암, 화강암질편마암, 석회규산염암류)와 이를 관입한 시대 미상의 화강편마암으로 구성된다. 습곡이 있는 곳의 지질은 석회규산염암류로 용전천 하안을 따라 약 170 m 노출되어 있다. 이곳에서는 아래 사진과 같이 습곡을 비롯해 암맥(Dyke)과 단층 구조를 관찰할 수 있다. 습곡으로는 등사습곡, 날개부가 없이 축부만 고립되어 나타나는 층간습곡, Z자형 비대칭습곡 등이 있다. 암맥은 관입시기를 서로 달리하는 3종류의 산성암맥이 인지된다. 단층은 습곡을 절단한 1회의 단층 작용과 이에 수반된 단층경면이 관찰된다. 이들은 적어도 다섯 번의 변형단계를 걸쳐 형성된 것으로 추정된다.
청송 유네스코 세계지질공원 송강리 습곡구조
- 습곡구조가 드러난 노두로 이어지는 용전천의 연장 120 m의 징검다리. 노란색 사각형 안이 습곡 구조가 드러난 석회규산염암 노두이다.
북위 36° 29′ 05.6″ 동경 129° 01′ 25.1″ / 북위 36.484889°  동경 129.023639°
- 석회규산염암을 관입한 암맥
북위 36° 29′ 05.9″ 동경 129° 01′ 20.2″ / 북위 36.484972°  동경 129.022278°
- 석회규산염암을 관입한 암맥
북위 36° 29′ 05.8″ 동경 129° 01′ 19.9″ / 북위 36.484944°  동경 129.022194°
- 석회규산염암을 관입한 암맥
북위 36° 29′ 06.1″ 동경 129° 01′ 20.1″ / 북위 36.485028°  동경 129.022250°
- 석회규산염암을 관입한 암맥
북위 36° 29′ 06.1″ 동경 129° 01′ 20.1″ / 북위 36.485028°  동경 129.022250°
- 석회규산염암을 관입한 암맥
북위 36° 29′ 06.1″ 동경 129° 01′ 20.1″ / 북위 36.485028°  동경 129.022250°
- 석회규산염암을 관입한 암맥
북위 36° 29′ 06.1″ 동경 129° 01′ 20.1″ / 북위 36.485028°  동경 129.022250°
- 습곡 구조
북위 36° 29′ 06.1″ 동경 129° 01′ 20.1″ / 북위 36.485028°  동경 129.022250°
- 엽리
북위 36° 29′ 07.2″ 동경 129° 01′ 20.3″ / 북위 36.485333°  동경 129.022306°
- 엽리
북위 36° 29′ 07.1″ 동경 129° 01′ 20.4″ / 북위 36.485306°  동경 129.022333°
- 북위 36° 29′ 07.1″ 동경 129° 01′ 20.2″ / 북위 36.485306°  동경 129.022278°
- 북위 36° 29′ 07.1″ 동경 129° 01′ 20.2″ / 북위 36.485306°  동경 129.022278°
- 북위 36° 29′ 07.0″ 동경 129° 01′ 20.2″ / 북위 36.485278°  동경 129.022278°
- 습곡
북위 36° 29′ 06.9″ 동경 129° 01′ 20.3″ / 북위 36.485250°  동경 129.022306°
- 습곡
북위 36° 29′ 06.7″ 동경 129° 01′ 20.1″ / 북위 36.485194°  동경 129.022250°
- 습곡
북위 36° 29′ 06.8″ 동경 129° 01′ 20.1″ / 북위 36.485222°  동경 129.022250°
- 습곡
북위 36° 29′ 06.0″ 동경 129° 01′ 20.1″ / 북위 36.485000°  동경 129.022250°

## 백석탄,경상 누층군일직층
일직층은 경상 분지 의성소분지의 퇴적암 지층으로 청송군 내에서는 백석탄 일대에 분포한다. 일직층의 퇴적환경은 충적선상지이며 역암, 역질사암, 사암 및 이암으로 구성된다. 일직층에서는 백악기 저어콘이 발견되지 않고 주로 쥐라기와 트라이아스기의 저어콘이 발견되며 이는 청송 화강암, 영덕 화강암 등 주변의 트라이아스기-쥐라기 관입암체에서 기원한 것으로 해석된다.
천지도폭 지역인 청송군 안덕면 고와리 336 (N 36°21'25.43", E 128°58'35.28")에 위치한 백석탄은 길안천 계곡을 따라 발달하며 이 지역에는 점곡층이 북서 37°의 주향과 북동 35°의 경사로 분포한다. 백석탄은 하얀 돌이 반짝거리는 개울이라는 뜻으로 석영, 장석과 같은 광물이 많아 암석이 백색을 띤다. 백석탄에서는 흔적화석(생흔화석), 층리, 사층리, 이암편 등 많은 퇴적구조가 발달한다. 하부에는 2~20 cm의 역암층이 존재하고 상부로 갈수록 상향 세립화하는 것을 관찰할 수 있다. 중부로 갈수록 중립~조립질 모래가 우세하며 사층리와 생물 교란 구조 등이 나타난다. 또한 하천에는 오랜 시간 풍화 침식되어 암반에 깊은 구멍이 생성된 포트홀이 발달되어 있다.
청송군 안덕면 고와리의 백석탄에 분포하는 일직층의 사암으로부터 쇄설성 저어콘을 채취하여 U-Pb 연대 측정 결과 최소연령 164 Ma (쥐라기), 최대연령 2009 Ma (고원생대)의 넓은 연령 범위를 보여주었다. 그러나 선캄브리아기 시대의 연령을 보이는 저어콘은 단 2개에 불과하고 대부분의 저어콘은 트라이아스기 및 쥐라기를 지시한다. 저어콘의 U-Pb 연령 분포와 암석의 조직 등을 고려해 볼 때 일직층의 퇴적물은 트라이아스기 및 전기 쥐라기 관입암체에서 기원했을 가능성이 높다.
청송 유네스코 세계지질공원 백석탄
- 전경
- 포트홀
- 포트홀

## 청송 신성리 공룡발자국 화석산지,경상 누층군사곡층
청송 유네스코 세계지질공원 청송 신성리 공룡발자국 화석산지(청송군 안덕면 신성리 산 100-1, N 36°19'48", E 129°59'03")는 청송군 방호정 부근 경상 누층군 사곡층에 발달한 공룡 발자국 화석 산지이며 청송 유네스코 세계지질공원에 속한다. 사곡층 상에 발달한 이 화석 산지는 2003년 태풍 매미로 인해 산사태가 발생한 자리에서 발견되었다. 이 지역의 사곡층은 전반적으로 북동 60°의 주향과 남동 33°의 경사를 보이고 사암과 이암, 셰일 등으로 구성되며 공룡 발자국 화석층은 세립사암 내지 실트스톤과 이암이 반복된 퇴적암 지층이다. 지층에는 잔물결에 의해 생성된 연흔 구조와 건조 기후를 지시하는 건열 구조가 부분적으로 관찰된다. 지층에서 확인된 보행렬은 수각류 11개, 용각류 3개, 조각류 5개이다.
청송 유네스코 세계지질공원, 신성리 공룡발자국 화석산지
- 방호정로 도로변에 위치한 화석산지 안내판
- 위에서 바라본 모습
북위 36° 19′ 49.9″ 동경 128° 59′ 03.6″ / 북위 36.330528°  동경 128.984333°
- 가운데서 바라본 모습
- 아래서 바라본 모습

## 신성계곡 한반도 지형
신성리 화석산지와 방호정 북쪽에는 청송 유네스코 세계지질공원 신성계곡 한반도 지형이 있으며 방호정로 도로변에서 산 중턱으로 올라가는 탐방로를 따라 160m 올라가면 이 지형을 조망할 수 있는 전망대와 안내판이 있다. 이 전망대에서는 아래 사진과 같이 감입 곡류하는 길안천과 한반도지형 그리고 남동쪽으로 경사진 점곡층과 사곡층 절벽을 관찰할 수 있다.
청송 유네스코 세계지질공원, 신성계곡 한반도 지형
- 신성계곡 한반도 지형 안내판
- 신성계곡 한반도 지형 전경. 멀리 보이는 절벽은 사곡층에 해당한다.
북위 36° 20′ 10.4″ 동경 128° 59′ 05.1″ / 북위 36.336222°  동경 128.984750°

## 주왕산

#### 주왕산 기암단애
청송군 주왕산면 상의리 산 24 (N 36°24'00.95", E 129°08'55.05")의 주왕산 기암단애는 주방천 계곡에 위치한 봉우리로 층서상 유문암질 용결 회류응회암으로 구성된 주왕산 응회암에 속한다. 암체의 수축으로 인해 수직 방향의 절리를 따라 침식이 이루어졌고 현재의 단애를 이루고 있다. 대전사 방향에서 바라볼 때 사람의 손가락을 모아 하늘로 향한 형상을 보이며 크게 7개의 봉우리로 구성된다.

### 주왕산 급수대 주상절리
청송군 주왕산면 상의리 산 8-1 (N 36°23'53.46", E 129°09'35.85")의 주왕산 급수대 주상절리는 주왕산 응회암의 용결 회류응회암으로 구성되어 있으며 주방천 계곡의 산책로를 따라 대전사에서 약 3 km 지점에 위치하는 응회암질 단애이다. 급수대는 주왕산의 많은 응회암질 단애들 중 주상절리가 가장 뚜렷하게 발달하며 수직의 다양한 형태의 주상절리와 수직절리를 관찰할 수 있다.

### 주산지
주산지는 청송군 주왕산면 주산지리 73에 위치한 저수지로 이 저수지는 중생대 백악기에 분출한 경상 누층군 유천층군 치밀용결응회암 위에 만들어졌으며 이 암석은 암석 내에 광물이 치밀하게 붙어있어 물이 통과하기 어렵다.
주산지
- 주산지 부근 치밀용결응회암의 노두
- 주산지

## 청송 얼음골

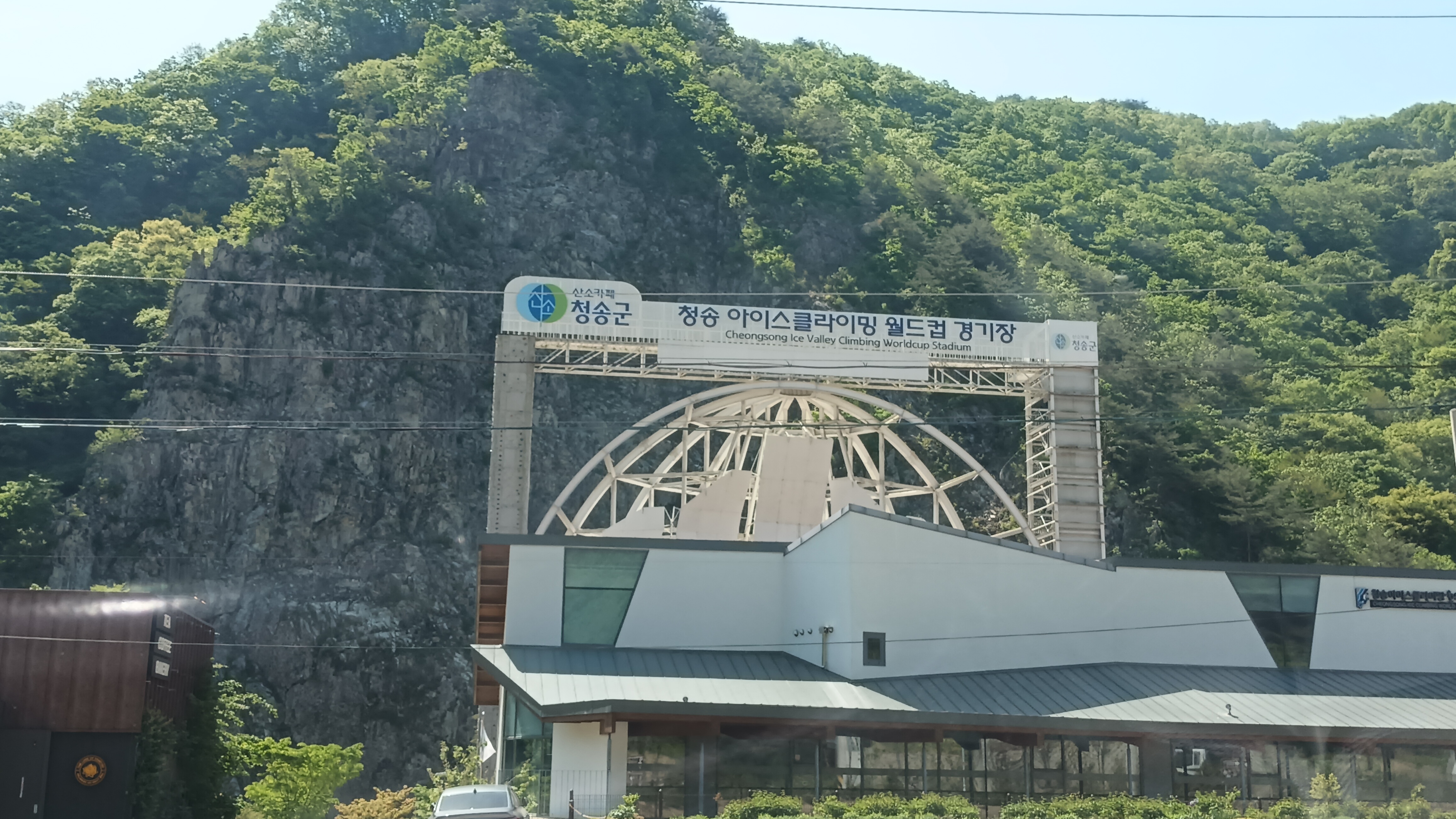
청송 얼음골 아이스클라이밍 월드컵 경기장

청송 얼음골(도로명주소 : 청송군 주왕산면 팔각산로 228, 지번 : 청송군 주왕산면 내룡리 1)은 청송군 주왕산면 남동부의 계곡이다. 청송 얼음골에는 산꼭대기에 있던 암석이 풍화되어 부서지고 떨어진 애추(Talus, 테일러스)가 산비탈에 쌓여 있

## 병암 화강암 단애
청송군 부남면 구천리 산 12 (N 36°18'49.50", E 129°06'48.41")의 병암 화강암 단애는 병풍을 친 것처럼 바위가 늘어서 있는 곳으로 부남암주 중 세립질화강암으로 구성된 지역에 위치하며 곡류하는 용두천변에서 단열대를 따라 풍화와 침식을 받아 수직의 단애가 형성된 곳이다.